# Moritz Rüdiger
Moritz Rüdiger (* 2006 in Berlin) ist ein deutsches Model. Er wurde 2025 Sieger der zwanzigsten Staffel von Germany’s Next Topmodel.

## Leben und Karriere
Moritz Rüdiger wurde 2006 in Berlin geboren und machte 2024 sein Abitur. 2025 nahm er an Germany’s Next Topmodel teil. Im Laufe der Staffel erhielt er zahlreiche Modeljobs: er modelte unter anderem für Fotostrecken im Esquire und Approved-Magazin, lief auf der Berlin Fashion Week für die Modedesigner Kilian Kerner und Danny Reinke sowie war er in einer Kampagne für Red Bull Organics zu sehen. 
Rüdiger setzte sich im Finale gegen seine Konkurrenten Pierre Lang und Jannik Richter durch und wurde Sieger der Staffel. Er erhielt 100.000 Euro Preisgeld, zierte das Cover der Harper’s Bazaar und erhielt einen Werbevertrag mit L’Oréal.
Im Juli 2025 lief er auf der Berlin Fashion Week erneut für Kilian Kerner und Danny Reinke.